# Мухаммед Набус
Мухаммед (Мохаммад) «Мо» Наббус (محمد نبوس  Мохаммад Наббус; 27 февраля 1983 — 19 марта 2011) — ливийский бизнесмен и журналист, создавший и основавший ливийский телеканал «Ливия Альхурра ТВ».
В самом начале ливийской гражданской войны в 2011 году, Наббус основал телеканал Ливия Альхурра, который стал первым независимым СМИ в Ливии со времени прихода М.Каддафи ко власти. Телеканал «Ливия Альхурра» был основан в Бенгази (Ливия) 19 февраля 2011 года и вещал через Интернет на сайте www.livestream.com/Libya17Feb.
Наббус был убит выстрелом снайпера 19 марта 2011 года во время репортажа во время битвы за Бенгази, когда войска Каддафи предприняли решающее наступление на оплот революционеров в восточной Ливии, город Бенгази. Через считанные часы после гибели Наббуса, авиация коалиции вошла в ливийское воздушное пространство для установления бесполётной зоны, введённой Советом Безопасности ООН, согласно Резолюции, разрешающей принять «все необходимые меры» для защиты гражданского населения в Ливии от войск Каддафи.
Последние несколько недель своей жизни, Мухаммед Наббус обращал внимание международного сообщества на гуманитарную катастрофу, создавшуюся в Ливии. Его смерть широко освещали CNN, Аль-Джазира и различные другие СМИ. До создания «Альхурра ТВ», Наббус вёл свой бизнес в городе Бенгази.

## Работа в СМИ
Наббус контактировал с представителями многих международных СМИ в поисках информации о ситуации в Ливии. Но наибольшую известность ему принесло создание телеканала Ливия Альхурра ТВ (араб. хурра — свобода). Репортёр немецкого издания Der Spiegel Клеменс Хёгес называл Наббуса человеком, который «должно быть сыграл важнейшую роль в ливийской революции.»
Ливия Альхурра ТВ стал единственным телеканалом работавшим в Бенгази, когда правительство Каддафи отключило Интернет в Ливии в самом начале гражданской войны. Будучи специалистом в сетевых технологиях, Наббус смог преодолеть правительственную блокаду Интернета и смог показать видео с Бенгази по всему миру. 10 марта 2011 года, Washington Post сообщил, что Совет руководителей СМИ США (вкоторый входит Хиллари Клинтон) и Госдепартамент США основали технические компании, помогавшие политическим диссидентам Ливии, Египта и Туниса общаться посредством Интернета, избегая правительственной цензуры.

### Работа в «Ливия Альхурра ТВ»
19 февраля 2011 года, во время первого прямого эфира с охваченного боями Бенгази, ставшего впоследствии оплотом ливийской революции, Наббус сказал: «Я не боюсь умереть, ябоюсь проиграть.» Это сообщение, наряду с поступавшими в дальнейшем видео с Бенгази, вызвало широкий резонанс в Интернете.
Libya Alhurra TV included nine cameras streaming 24 hours a day since the channel’s creation February 17. Усовершенствовав технологии телеканала, Наббус разместил камеры в разных частях Бенгази, показав разрушения и жертвы из-за миномётного и артиллерийского огня, крупным планом.
Последние дни и часы жизни, Наббус продолжал вести репортажи и снимать видео. Наббус снимал видео и комментировал бомбардировку электростанции Бенгази и взрывы нефтяных цистерн в Зуэйтине 17 марта, ракетные удары по району города Каминис со стороны соседнего посёлка Султан 18 марта, ракетные атаки на жилые районы и разрушения утром 19 марта, убившие двух человек: 4-месячного и 5-летнего, детей. Этот репортаж транслировался через Интернет, затем позже он был показан в эфире англоязычной Аль-Джазиры, тем самым повлияв на принятие Резолюции 1973 Совета Безопасности ООН.

## Смерть
Считается, что Наббус был убит штурмующими Бенгази войсками М.Каддафи. Репортаж Наббуса должен был доказать ложь заявлений Каддафи о якобы прекращении огня со стороны режима в ответ на Резолюцию Совбеза ООН 1973. Как утверждается, Наббус был убит выстрелом снайпера вскоре после разоблачения заявлений М.Каддафи и его сторонников о прекращении огня. Мухаммед находился, в кузове машины, делая аудиозапись происходящего. В момент выстрела аудиозапись прервалась. Наббус был доставлен в критическом состоянии в больницу, однако спасти его не удалось. Вдова М.Наббуса объявила о его смерти в эфире «Ливия Альхурра ТВ».
Известие о смерти Мухаммеда Наббуса потрясло многих журналистов, политиков и обозревателей как в Ливии, так и за её пределами.
- Генеральный директор ЮНЕСКО Ирина Бокова: «Я осуждаю убийство Мухаммеда Наббуса, исполнявшего свой профессиональный долг информирования граждан о драматических событиях, происходящих в Ливии».[19]
- Абдель Дайем (Комитет Защиты Журналистов, CPJ): «Наши соболезнования семье и друзьям нашего коллеги Мухаммеда эль-Наббуса.»[20]
- Председатель Международного Института Прессы (IPI) Атони Мильс: «Направляем наши соболезнования жене, семье, а также коллегам Мухаммеда эль-Наббуса.»[21]

## Наследие
Жена М.Наббуса, сообщившая в прямом эфире о гибели мужа, сказала: «Хочу, чтоб все знали, что Мухаммед Наббус погиб ради этого. Он отдал свою жизнь ради этого, надеюсь, Ливия станет свободной», «Пожалуйста, пусть канал работает, оставляйте видео, и каждый пусть сделает то, что в его силах, против всего этого. Бомбардировки, стрельба продолжается и люди продолжают умирать. Не сводите на 'нет' начатое „Мо“[то есть Мухаммедом] дело. Доведите дело до конца».
Мухаммеда часто называют «голосом ливийской революции», который одним из первых дал интервью западным журналистом вскоре после победы революционеров в Бенгази. Издание Guardian называет Наббуса «лицом журналистики» в Ливии. Одним из первых заявлений Мухаммеда Наббуса 19 февраля после основания канала, стали его слова «Я не боюсь умереть, я боюсь проиграть битву!» «Поэтому я хочу, чтоб СМИ знали, что происходит.»